# Hideyuki Nagashima
Hideyuki Nagashima (Tochigi, Japón, 27 de mayo de 1953) es un deportista japonés retirado especialista en lucha libre olímpica donde llegó a ser subcampeón olímpico en Los Ángeles 1984.

## Carrera deportiva
En los Juegos Olímpicos de 1984 celebrados en Los Ángeles ganó la medalla de plata en lucha libre olímpica de pesos de hasta 82 kg, tras el luchador estadounidense Mark Schultz (oro) y por delante del canadiense Christopher Rinke (bronce).